# Potnjani
Potnjani falu Horvátországban, Eszék-Baranya megyében. Közigazgatásilag Drenyéhez tartozik.

## Fekvése
Eszéktől légvonalban 33, közúton 57 km-re délnyugatra, Diakovártól légvonalban 13, közúton 14 km-re északnyugatra, községközpontjától légvonalban 3, közúton 7 km-re északkeletre, Szlavónia középső részén, a Szlavóniai-síkság szélén, Paljevina és Gara között fekszik.

## Története
A települést a török uralom idején említik először, amikor a diakovári bég birtoka volt. Utolsó török birtokosa Alil bég volt. A török kiűzése után 6 lakott ház maradt a településen. A 18. század elején néhány pravoszláv család vándorolt be. 1758-ban 21 házában 137 lakos élt.
Az első katonai felmérés térképén „Potmanin” néven található. Lipszky János 1808-ban Budán kiadott repertóriumában „Potnyanie” néven szerepel. Nagy Lajos 1829-ben kiadott művében „Potnyanje” néven 47 házzal, 180 katolikus és 93 ortodox vallású lakossal találjuk. A 19. században a lakosság száma lényegesen megnőtt, a század második felében 1870 és 1890 között szlovák, német és magyar családok települtek be.
A településnek 1857-ben 388, 1910-ben 655 lakosa volt. Verőce vármegye Diakovári járásának része volt. Az 1910-es népszámlálás adatai szerint lakosságának 53%-a horvát, 12%-a szlovák, 5%-a német, 5%-a szerb, 2%-a magyar anyanyelvű volt. Az első világháború után 1918-ban az új szerb-horvát-szlovén állam, majd később (1929-ben) Jugoszlávia része lett. A partizánok 1944-ben elüldözték a német és magyar lakosságot, a helyükre a háború után horvátok települtek. 1991-től a független Horvátországhoz tartozik. 1991-ben lakosságának 90%-a horvát, 5%-a szlovák nemzetiségű volt. 2011-ben a falunak 497 lakosa volt.

## Lakossága
| Lakosság változása | Lakosság változása | Lakosság változása | Lakosság változása | Lakosság változása | Lakosság változása | Lakosság változása | Lakosság változása | Lakosság változása | Lakosság változása | Lakosság változása | Lakosság változása | Lakosság változása | Lakosság változása | Lakosság változása | Lakosság változása |
| ------------------ | ------------------ | ------------------ | ------------------ | ------------------ | ------------------ | ------------------ | ------------------ | ------------------ | ------------------ | ------------------ | ------------------ | ------------------ | ------------------ | ------------------ | ------------------ |
| 1857               | 1869               | 1880               | 1890               | 1900               | 1910               | 1921               | 1931               | 1948               | 1953               | 1961               | 1971               | 1981               | 1991               | 2001               | 2011               |
| 388                | 436                | 430                | 539                | 618                | 655                | 635                | 765                | 673                | 678                | 678                | 737                | 621                | 563                | 578                | 497                |

## Nevezetességei
A Szentháromság tiszteletére szentelt római katolikus temploma 1954 és 1956 között épült. A drenyei plébánia filiája.

## Oktatás
A településen drenyei elemi iskola alsó tagozatos területi iskolája működik.

## Sport
Az NK „Velebit” Potnjani labdarúgóklubot 1939-ben alapították. A csapat a megyei 2. ligában szerepel.

## Egyesületek
- DVD Potnjani önkéntes tűzoltóegylet.
- LD „Fazan” vadásztársaság.